# Los Plans (Conques)
Los Plans és una plana agrícola del terme municipal d'Isona i Conca Dellà, a l'antic terme de Conques, al Pallars Jussà.
Es troba al sud de la vila de Conques, bastant a prop seu. Actualment travessa los Plans la variant de la carretera C-1412b. Són a la dreta del riu de Conques, i també a la dreta del barranc de la Boïga.